# Campionati europei di atletica leggera indoor 2021 - 800 metri piani femminili
La gara degli 800 metri piani femminili ai campionati europei di atletica leggera indoor di Toruń 2021 si è svolta tra il 5 e il 7 marzo 2021 presso l'Arena Toruń.

## Podio
| Pos.    | Atleta            | Nazionalità |
| ------- | ----------------- | ----------- |
| Oro     | Keely Hodgkinson  | Regno Unito |
| Argento | Joanna Jóźwik     | Polonia     |
| Bronzo  | Angelika Cichocka | Polonia     |

## Record
| Record                | Record         | Record  | Record          | Record       |
| --------------------- | -------------- | ------- | --------------- | ------------ |
| Record mondiale       | Jolanda Čeplak | 1'55"82 | Vienna, Austria | 3 marzo 2002 |
| Record europeo        | Jolanda Čeplak | 1'55"82 | Vienna, Austria | 3 marzo 2002 |
| Record dei campionati | Jolanda Čeplak | 1'55"82 | Vienna, Austria | 3 marzo 2002 |

## Programma
| Data         | Ora   | Turno      |
| ------------ | ----- | ---------- |
| 5 marzo 2021 | 13:00 | Batterie   |
| 6 marzo 2021 | 19:00 | Semifinali |
| 7 marzo 2021 | 18:13 | Finale     |

## Risultati

### Batterie
Qualificazione: Le prime tre di ogni batteria (Q) avanzano alle semifinali
| Posizione | Batteria | Atleta                  | Nazionalità | Tempo   | Note                                     |
| --------- | -------- | ----------------------- | ----------- | ------- | ---------------------------------------- |
| 1         | 5        | Anna Wielgosz           | Polonia     | 2'02"79 | Q                                        |
| 2         | 5        | Nadia Power             | Irlanda     | 2'03"16 | Q                                        |
| 3         | 5        | Tanja Spill             | Germania    | 2'03"22 | Q                                        |
| 4         | 3        | Elena Bellò             | Italia      | 2'03"80 | Q                                        |
| 5         | 6        | Christina Hering        | Germania    | 2'04"06 | Q                                        |
| 6         | 6        | Angelika Cichocka       | Polonia     | 2'04"06 | Q                                        |
| 7         | 3        | Isabelle Boffey         | Regno Unito | 2'04"08 | Q                                        |
| 8         | 3        | Daniela García          | Spagna      | 2'04"14 | Q                                        |
| 9         | 6        | Sara Kuivisto           | Finlandia   | 2'04"20 | Q                                        |
| 10        | 3        | Síofra Cléirigh Büttner | Irlanda     | 2'04"47 |                                          |
| 11        | 6        | Georgie Hartigan        | Irlanda     | 2'04"74 |                                          |
| 12        | 5        | Vendula Hluchá          | Rep. Ceca   | 2'04"87 | Miglior prestazione personale stagionale |
| 13        | 2        | Joanna Jóźwik           | Polonia     | 2'05"19 | Q                                        |
| 14        | 2        | Irene Baldessari        | Italia      | 2'05"44 | Q                                        |
| 15        | 5        | Jerneja Smonkar         | Slovenia    | 2'05"44 |                                          |
| 16        | 2        | Selina Büchel           | Svizzera    | 2'05"62 | Q                                        |
| 17        | 1        | Keely Hodgkinson        | Regno Unito | 2'05"63 | Q                                        |
| 18        | 2        | Mirte Fannes            | Belgio      | 2'05"65 |                                          |
| 19        | 3        | Svitlana Zhulzhyk       | Ucraina     | 2'05"68 |                                          |
| 20        | 1        | Lovisa Lindh            | Svezia      | 2'05"78 | Q                                        |
| 21        | 1        | Eleonora Vandi          | Italia      | 2'06"02 | Q                                        |
| 22        | 6        | Anita Horvat            | Slovenia    | 2'06"08 |                                          |
| 23        | 4        | Ellie Baker             | Regno Unito | 2'06"15 | Q                                        |
| 24        | 1        | Līga Velvere            | Lettonia    | 2'06"26 |                                          |
| 25        | 4        | Lore Hoffmann           | Svizzera    | 2'06"35 | Q                                        |
| 26        | 4        | Vanessa Scaunet         | Belgio      | 2'06"44 | Q                                        |
| 27        | 4        | Hedda Hynne             | Norvegia    | 2'06"46 |                                          |
| 28        | 4        | Katharina Trost         | Germania    | 2'06"89 |                                          |
| 29        | 1        | Delia Sclabas           | Svizzera    | 2'07"04 |                                          |
| 30        | 2        | Bregje Sloot            | Paesi Bassi | 2'07"33 |                                          |
| 31        | 3        | Suzanne Voorrips        | Paesi Bassi | 2'07"78 |                                          |
| 32        | 4        | Gaël De Coninck         | Svezia      | 2'08"05 |                                          |
| 33        | 6        | Konstadina Yiannopoulou | Grecia      | 2'08"62 |                                          |
| 34        | 2        | Albina Deliu            | Kosovo      | 2'14"06 |                                          |
|           | 5        | Britt Ummels            | Paesi Bassi | dq      |                                          |

### Semifinali
Qualificazione: Le prime due di ogni semifinale (Q) avanzano alla finale
| Posizione | Semifinale | Atleta            | Nazionalità | Tempo   | Note |
| --------- | ---------- | ----------------- | ----------- | ------- | ---- |
| 1         | 1          | Keely Hodgkinson  | Regno Unito | 2'03"11 | Q    |
| 2         | 2          | Joanna Jóźwik     | Polonia     | 2'03"15 | Q    |
| 3         | 3          | Angelika Cichocka | Polonia     | 2'03"18 | Q    |
| 4         | 3          | Ellie Baker       | Regno Unito | 2'03"29 | Q    |
| 5         | 2          | Isabelle Boffey   | Regno Unito | 2'03"34 | Q    |
| 6         | 1          | Lore Hoffmann     | Svizzera    | 2'03"58 | Q    |
| 7         | 2          | Elena Bellò       | Italia      | 2'03"61 |      |
| 8         | 3          | Sara Kuivisto     | Finlandia   | 2'03"64 |      |
| 9         | 1          | Christina Hering  | Germania    | 2'03"67 |      |
| 10        | 3          | Nadia Power       | Irlanda     | 2'04"04 |      |
| 11        | 2          | Lovisa Lindh      | Svezia      | 2'04"12 |      |
| 12        | 3          | Daniela García    | Spagna      | 2'04"32 |      |
| 13        | 2          | Tanja Spill       | Germania    | 2'04"43 |      |
| 14        | 1          | Eleonora Vandi    | Italia      | 2'04"97 |      |
| 15        | 1          | Anna Wielgosz     | Polonia     | 2'05"29 |      |
| 16        | 3          | Irene Baldessari  | Italia      | 2'06"36 |      |
| 17        | 2          | Selina Büchel     | Svizzera    | 2'07"47 |      |
| 18        | 1          | Vanessa Scaunet   | Belgio      | 2'07"71 |      |

### Finale
| Posizione | Atleta            | Nazionalità | Tempo   | Note |
| --------- | ----------------- | ----------- | ------- | ---- |
| Oro       | Keely Hodgkinson  | Regno Unito | 2'03"88 |      |
| Argento   | Joanna Jóźwik     | Polonia     | 2'04"00 |      |
| Bronzo    | Angelika Cichocka | Polonia     | 2'04"15 |      |
| 4         | Ellie Baker       | Regno Unito | 2'04"40 |      |
| 5         | Lore Hoffmann     | Svizzera    | 2'04"84 |      |
| 6         | Isabelle Boffey   | Regno Unito | 2'07"26 |      |